# 심풀
심풀은 대한민국의 국악 그룹이다. 2020년 21c 한국음악프로젝트 장려상을 수상하며 정식 데뷔했다. 이후 싱글 앨범 <무너지네>을 발매했으며 JTBC 풍류대장에 출연하며 왕성한 활동을 하고있다.

## 방송
- 풍류대장 - 힙한 소리꾼들의 전쟁 (2021) - Top33(32위)
- 국악방송 <국악콘서트 판> (2024)

## 수상
- 2022 제7회 청춘열전출사표 금상 수상 (씻김)
- 한국문화재재단 주최 <온-아리랑별곡> 특별상 수상 (심풀아리랑)
- 2020 21c 한국음악프로젝트 장려상 수상 (상여가 실은 청춘)

## 공연
- 제49회 정선아리랑제 폐막식 축하공연 (2024)
- <청춘마이크> 충청권 활동 (2023,2024)
- 2024 웰컴대학로 프린지 (2024)
- 국립민속국악원 다담콘서트 (2024)
- 2023 신진국악실험무대 <진혼극 '씻김> 선정 (2023)
- 요즘 국악 콘서트 <조선팝 콘서트 2> (2022)
- 서울돈화문국악당 기획공연 <야광명월> (2022)
- 심풀 1st 단독콘서트 <첫 눈 : 마음을 노래하다> (2022)
- 2021 세계유산축전 안동음악회 <도산십이곡> (2021)
- 2021 전주 조선팝페스티벌 (2021)
- 국립국악원 주최 <국악 아티스트랩> (2021)

## 음반
- 2020 국악창작곡 개발 - 제 14회 21c 한국 음악프로젝트 (2020)
- 무너지네 (2021)
- EP앨범 <팝소리 ; 온고지신> (2024)